# Sabine Heinrich (Triathletin)
Sabine Heinrich (* 13. Mai 1969 in Esslingen am Neckar) ist eine ehemalige deutsche Triathletin. Sie ist vierfache Deutsche Meisterin über die Triathlon-Langdistanz und dreifache Teilnehmerin des Ironman Hawaii.

## Werdegang
Schon seit ihrer Jugend trainierte Sabine Heinrich in der Leichtathletik-Abteilung des TSV Schmiden. 1994 konnte sie die Süddeutschen Marathon-Meisterschaften gewinnen. Sie bestritt im Alter von 22 Jahren ihren ersten Triathlon.

### Deutsche Meisterin Triathlon-Langdistanz 1997–2000
In den Jahren 1997 bis 2000 wurde sie beim IronMönch-Triathlon in Kulmbach viermal in Folge Deutsche Triathlon-Meisterin auf der Langdistanz (3,8 km Schwimmen, 180 km Radfahren und 42,2 km Laufen).
Ab dem Jahr 2000 startete Sabine Heinrich als Profi-Athletin. 1995, 2000 und 2001 konnte sie sich für einen Startplatz beim Ironman Hawaii (Ironman World Championship) qualifizieren und ihre beste Platzierung erzielte sie dort im Oktober 2001 mit dem 36. Rang.
Im Jahr 2003 beendete die damals 34-jährige dann ihre sportliche Laufbahn. Der Beruf sei ebenfalls ein Grund für den Rückzug vom Leistungssport und so begründete sie damals ihre Entscheidung:

„Ich wollte weitermachen, bis ich 40 Jahre bin, aber es hat nicht mehr gekribbelt … Erfolg in einer solchen Sportart lässt sich nicht mit einer normalen Arbeitsstelle verbinden.“

Heute ist Sabine Heinrich als Verwaltungsbeamtin tätig.

## Sportliche Erfolge
| Datum/Jahr   | Rang | Wettbewerb                                         | Austragungsort | Zeit     | Bemerkung                                                                |
| ------------ | ---- | -------------------------------------------------- | -------------- | -------- | ------------------------------------------------------------------------ |
| 9. Aug. 2003 | 10   | DTU Deutsche Meisterschaft Triathlon Mitteldistanz | Kulmbach       | 05:26:16 | 2. Rang in der Kategorie "Frauen 30-35" über die Mitteldistanz           |
| 7. Juni 2003 | 4    | Challenge Hilpoltstein                             | Hilpoltstein   | 04:30:30 |                                                                          |
| 6. Mai 2000  | 2    | Vulcano Triatlón                                   | Lanzarote      |          | Zweite hinter der Kanadierin Lori-Lynn Leach auf der olympischen Distanz |

| Datum/Jahr    | Rang | Wettbewerb                                       | Austragungsort    | Zeit     | Bemerkung                                                     |
| ------------- | ---- | ------------------------------------------------ | ----------------- | -------- | ------------------------------------------------------------- |
| 13. Juli 2003 | 14   | Ironman Germany                                  | Frankfurt         | 10:23:51 | 9. Rang in der Kategorie "Frauen Profi" über die Langdistanz  |
| 18. Aug. 2002 | 8    | Ironman Germany                                  | Frankfurt         | 10:14:48 | 7. Rang in der Kategorie "Frauen Profi" über die Langdistanz  |
| 7. Juli 2002  | 7    | Challenge Roth                                   | Roth              | 10:26:35 | hinter der Siegerin Nina Kraft                                |
| 6. Okt. 2001  | 36   | Ironman Hawaii                                   | Hawaii            | 11:17:38 | [ 2 ]                                                         |
| 8. Juli 2001  | 13   | Ironman Europe                                   | Roth              | 10:47:10 |                                                               |
| 14. Okt. 2000 | 55   | Ironman Hawaii                                   | Hawaii            | 11:01:17 | [ 4 ]                                                         |
| 12. Aug. 2000 | 1    | DTU Deutsche Meisterschaft Triathlon Langdistanz | Kulmbach          | 09:31:02 | Persönliche Bestzeit auf die Langdistanz                      |
| 9. Juli 2000  | 11   | Ironman Europe                                   | Roth              | 10:11:31 |                                                               |
| 14. Aug. 1999 | 1    | DTU Deutsche Meisterschaft Triathlon Langdistanz | Kulmbach          | 09:42:52 | beim IronMönch-Triathlon                                      |
| 27. Juni 1999 | 7    | Ironman Europe                                   | Roth              | 10:30:29 |                                                               |
| 15. Aug. 1998 | 1    | DTU Deutsche Meisterschaft Triathlon Langdistanz | Kulmbach          | 09:54:16 | [ 5 ]                                                         |
| 23. Mai 1998  | 8    | Ironman Lanzarote                                | Puerto del Carmen | 11:08:11 | 4. Rang in der Kategorie "Frauen 25-29" über die Langdistanz  |
| 9. Aug. 1997  | 1    | DTU Deutsche Meisterschaft Triathlon Langdistanz | Kulmbach          | 09:47:41 | [ 5 ]                                                         |
| 13. Juli 1997 | 14   | Ironman Europe                                   | Roth              | 10:09:10 | 5. Rang in der Kategorie "Frauen 25-29" über die Langdistanz  |
| 1996          | 4    | DTU Deutsche Meisterschaft Triathlon Langdistanz | Kulmbach          | 10:11:51 |                                                               |
| 7. Okt. 1995  | 48   | Ironman Hawaii                                   | Hawaii            | 11:30:41 | 11. Rang in der Kategorie "Frauen 25-29" über die Langdistanz |
| 9. Juli 1995  | 11   | Ironman Europe                                   | Roth              | 10:26:34 | 1. Rang in der Kategorie "Frauen 25-29" über die Langdistanz  |
| 10. Juli 1994 |      | Ironman Europe                                   | Roth              | 10:29:18 | Platz 14 in der Altersklasse TW25                             |
| 10. Juli 1993 |      | Ironman Europe                                   | Roth              | 10:52:31 | Platz 3 in der Altersklasse TW18                              |

| Datum/Jahr | Rang | Wettbewerb                                      | Austragungsort | Zeit     | Bemerkung                           |
| ---------- | ---- | ----------------------------------------------- | -------------- | -------- | ----------------------------------- |
| 1997       | 11   | Baden Württembergische Duathlon-Meisterschaften | Bühlertal      | 01:56:57 |                                     |
| 1995       | 4    | Baden Württembergische Duathlon-Meisterschaften | Gammertingen   | 01:41:08 |                                     |
| 1994       | 7    | Duathlon-Deutschland-Cup                        | Schmelz        | 01:49:42 | 4. Rang in der Hauptklasse "Frauen" |

| Datum/Jahr | Rang | Wettbewerb                           | Austragungsort | Zeit     | Bemerkung |
| ---------- | ---- | ------------------------------------ | -------------- | -------- | --------- |
| 1994       | 1    | Süddeutsche Marathon-Meisterschaften | Kandel (Pfalz) | 03:23:31 |           |

## Ehrungen
- Sportlerin des Jahres 1997 der Stadt Stuttgart[11]
- Sportlerin des Jahres 1998 der Stadt Stuttgart[12]